# 4412-es mellékút (Magyarország)
A 4412-es számú mellékút egy körülbelül 25 kilométer hosszú, négy számjegyű országos közút Csongrád-Csanád vármegye középső-déli részén; Makótól vezet, a Maros jobb partján húzódva Szeged felé. Korábban sem lehetett kimagasló a jelentősége a két város közti forgalomban, mert híd nélkül, komppal vezetett át a Tiszán, miközben főút, sőt 2011 óta autópálya is összeköti Makót Szegeddel, és mindkettő híddal szeli át a folyót, ezzel állandó átkelési lehetőséget biztosítva. A tápéi komp 2013-as leállítása óta azonban szinte minden korábbi jelentőségét elvesztette, mert így már csak a lokális, Tápairét és Maroslele, illetve Makó közti csekély forgalom kiszolgálására alkalmas.

## Nyomvonala
Makó Buják városrészében ágazik ki a 4414-es útból, annak a 28,500-as kilométerszelvénye táján. Nyugat felé indul, Zrínyi utca néven, majd a városrész nyugati szélét elérve, alig 200 méter után, egy rövid szakasz erejéig délnek fordul és a Révész utca nevet veszi fel. Utána ismét nyugati, helyenként inkább nyugat-északnyugati irányban folytatódik, Ószegedi út néven, amíg, 1,2 kilométer után el nem hagyja a belterület utolsó házait. Sokáig Makó külterületei közt húzódik még, néhol kisebb irányváltásokkal. 7,5 kilométer után lépi át Maroslele határát, majd 11,5 kilométer után kiágazik belőle észak felé a 44 133-as számú mellékút, ez vezet innen a település központjába.
12,9 kilométer után újabb településhatárt keresztez, innen már Szeged külterületei közt folytatódik, nyílegyenesen nyugati irányban. 15,3 kilométer után ismét egy kereszteződése következik: itt az Algyő Tisza-balparti településrészeit feltáró 4413-as út torkollik bele, ugyancsak bő 15 kilométer megtételét követően. Innen Pajor út néven halad, Tápairét külterületi városrész szórványosan fel-felbukkanó tanyái között, a 20. kilométeréig, ahol délnyugatnak fordul. Hegyes szögben keresztezi az árvízvédelmi töltést, majd arról leérve északnyugatnak fordul, így éri el a tápéi komphoz vezető lehajtót, a 21,150-es kilométerszelvényénél.
A túlparton innen folytatódik tovább a kilométer-számozása, de itt már végig a város – pontosabban előbb Tápé városrész, majd Petőfitelep, végül Felsőváros – belterületei közt húzódik, eleinte Körös sor néven észak, majd Honfoglalás utca, illetve Budai Nagy Antal utca néven nyugat-délnyugat felé; hamarosan északabbi irányba fordul, de ez utóbbi nevet ott is megtartja. 23,4 kilométer után nevet és irányt is vált, innen ismét nyugat-délnyugat felé folytatódik Irinyi János utca néven, néhány száz méter után pedig – a Körtöltés vonalát elhagyva, Felsőváros területére érve – Felső Tisza-part lesz a neve. Ilyen néven halad el, a 24. kilométere táján a város új, 2020-ban még épülő kézilabda-arénája, majd a Tisza Palota és a Tisza Center létesítményei mellett is. Utolsó szakaszához közeledve észak felé fordul, Hajós utca néven, majd a 25. kilométerét elhagyva délnyugatnak fordul és Szilléri sugárút néven fejeződik be, betorkollva a szegedi Nagykörútba, vagyis a 43-as főútba, annak másfeledik kilométerénél.
Teljes hossza, az országos közutak térképes nyilvántartását szolgáló kira.gov.hu adatbázisa szerint 25,346 kilométer.

## Települések az út mentén
- Makó
- Maroslele
- Szeged

## Története

### A tápai komp az irodalomban
Takács Tibor a Móra igazgató úr – Kotormány János emlékei Móra Ferencről című könyvében, Kotormány János visszaemlékezései alapján így ír a tápai kompról:
```
Átfutott a kocsi Tápén, felhajtottak a Tisza töltésére, s várták a kompot. Szép nyáridő volt, a vízben gyerekek lubickoltak, a füzek alatt libák hűsöltek.

A Tisza–Maros háromszögbe más átjárási lehetőség nincs, csak a komp. Kötél van kifeszítve a víz felett, drótkötél, ezen fut a csiga, a kötél a komphoz erősítve, a víz sodrása mentén ügyeskedik át a kompot. Egyszerű dolog ez, ősi mód, s a kompra egyszerre ráfér hat szekér is, nem szólva az emberekről, állatokról.

Varga sofőr jól ismerte az utat. Már itt volt a komp, ráhajtottak, elfértek a szekerek mellett, mikor a túlsó oldalon feltűnt a püspöki birtok intézőjének a kocsija. Hetyke úr volt az intéző, megsüvegelték az emberek, a kocsik, szekerek félreálltak a bricska elől, előreengedték.

– Nézze csak, igazgató úr, ahun az intéző kocsija – szólt a sofőr.

János rákontrázott:

– Ez aztán a nagy úr! Egyenest a püspök után!

Közben a komp átlibegett a Tisza fölött. Az emberek izzadtak, a kocsiban meleg volt, kiszálltak hát ők is, s úgy figyelték az átkelés egyszerű manőverét.

Érkezési sorrendben hajtatnak ki a szekerek, utoljára az autó. De Varga sofőr megállt. Nem ment tovább. Odaszólt Mórának:

– Ezt figyelje meg, igazgató úr!

A kocsis rátáncoltatta a két lovat a kompra. Megállott a komp közepén. Az intéző elégedetten nézett körül.

– Utálja a parasztszagot – jegyezte meg Kotormány.

Csakugyan. A komposok csak intésre vártak, és megindultak a tápéi oldalra. A régóta váró szekeresek – némelyike terménnyel megrakodva – csak magában szitkozódhatott. Törvény volt, az intéző úr kocsiját egyedül szabad csak átvinni a vízen. Más kocsi nem hajthat a feljáróra.
```